# Juan Muhlethaler
Juan Francisco Muhlethaler (Canelones, 17 dicembre 1954) è un ex calciatore uruguaiano, di ruolo attaccante.

## Carriera
Con la Nazionale uruguaiana ha vinto la Copa America nel 1983.

## Palmarès

### Nazionale
- Coppa America: 1

Copa América 1983